# Zorocrates aemulus
Zorocrates aemulus är en spindelart som beskrevs av Willis J. Gertsch 1935. Zorocrates aemulus ingår i släktet Zorocrates och familjen Zorocratidae. Inga underarter finns listade i Catalogue of Life.